# ملحمة عين البو جمعة
ملحمة عين البو جمعة، إحدى العمليات العسكرية التي نفذتها المجموعات الثورية في مدينة دير الزور في مطلع شهر حزيران عام 1925 ضد القوات الفرنسية خلال الثورة السورية الكبرى.

## دير الزور ضمن الثورة السورية الكبرى
تمت اتصالات بين زعماء الثورة السورية الكبرى وبعض الوطنيين من أبناء الفرات ومنهم محمد بك العيّاش الذي اجتمع في دمشق مع الدكتور عبد الرحمن الشهبندر زعيم حزب الشعب وبحث معه موضوع مد الثورة إلى منطقة الفرات وفتح جبهة ضد الفرنسيين لتشتيت قواتهم، عاد بعدها العيّاش من دمشق وبدأ يعد العدة بإثارة غيرة وحماسة أهالي مدينة دير الزور، واتفق مع أخيه محمود على أن يذهب إلى قرى عشيرة البو سرايا التي تقطن غربي مدينة دير الزور ويجمعهم علاقة صداقة قوية مع والده عياش الحاج، وأن يشكل معهم مجموعات ثورية لضرب القوات الفرنسية.
استطاع العيّاش أن يشكل مجموعة ثورية مؤلفة من ثلاثة عشر رجلاً مسلحاً كانوا على أهبة الاستعداد للقيام بأي عمل عسكري ضد الفرنسيين وهم:
1. محمود العيّاش

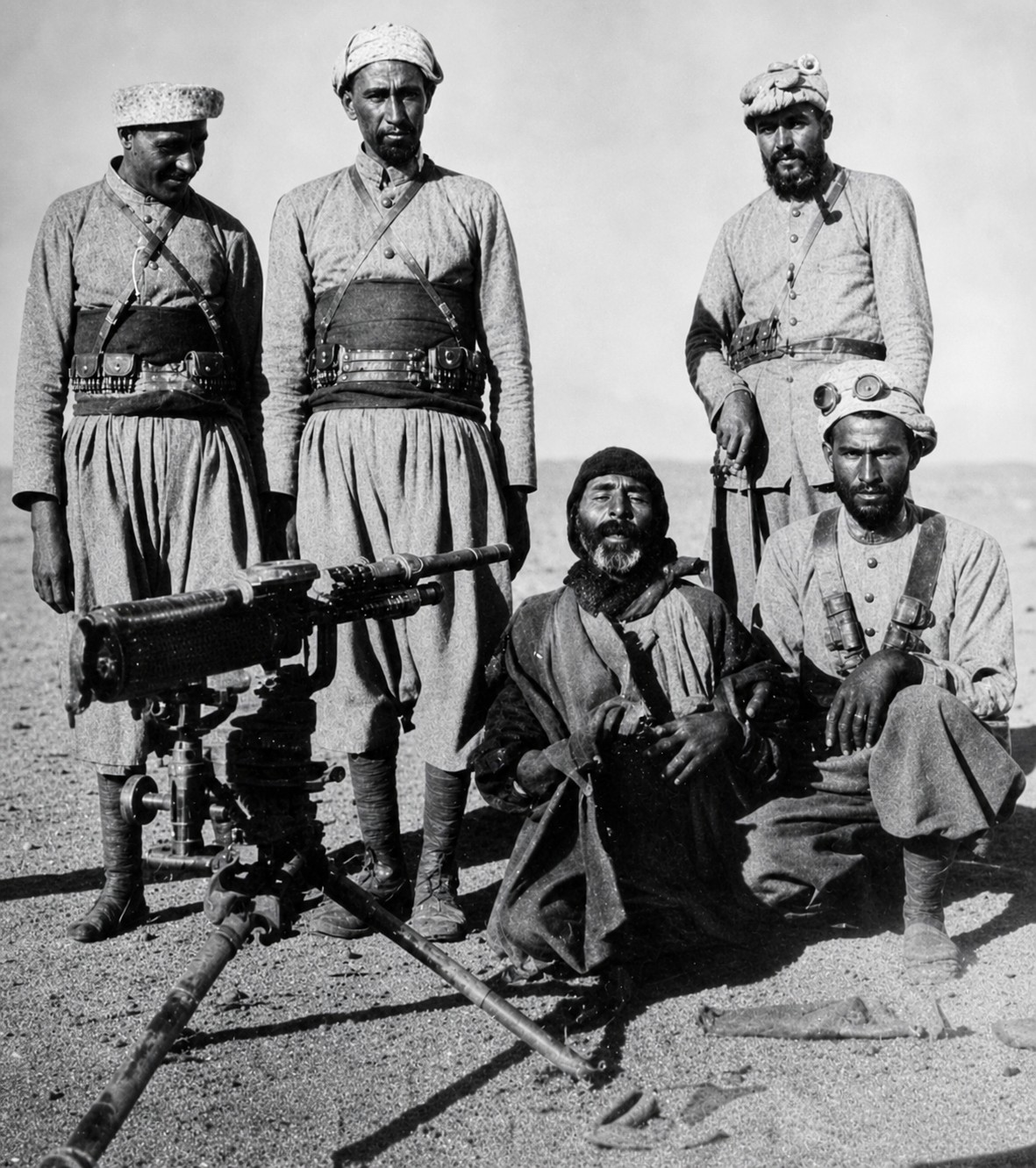
المجاهد حسن العبد السلامة لحظة إعدامه من قبل الاحتلال الفرنسي.

2. حكمي العبد السلامة - قرية الشميطية.
3. عزيز العلي العبد السلامة - قرية الشميطية.
4. حاج علي العبد السلامة - قرية الشميطية.
5. حسن العبد السلامة - قرية الشميطية.
6. حمزة العبد السلامة - قرية الشميطية.
7. اصلبي المسعود العبد الجليل - قرية الشميطية.
8. خليف الحسن المحمد - قرية الخريطة.
9. أسود الحمدان - قرية الخريطة.
10. أحمد الحسن - قرية الخريطة.
11. حميد السلطان	- قرية الخريطة.
12. عبد الله الخلف الإبراهيم - من أهالي دير الزور.
13. حمد بن رديني - عشيرة البكارة.

فيما كان بعض الأشخاص يعملون مع الفرنسيين في مراكز الترجمة وغيرها ولكنهم في خدمة الثوار حيث كانوا يأتون بالأخبار لمحمد العيّاش عن أوضاع وتحركات الفرنسيين ونشاطاتهم وعن توقيت عملياتهم العسكرية ويقوم محمد العيّاش بتوجيه الثوار لضرب القوات الفرنسية.

## تنفيذ العملية
في أحد الأيام أعلم المترجمون محمد العيّاش بأن سيارة عسكرية تقل أربعة ضباط فرنسيين قدموا من فرنسا لتفقد دوائر الإنشاءات العسكرية الفرنسية في سورية ولبنان برفقة سائقهم الفرنسي ستغادر دير الزور في طريقها إلى حلب، وبعد الاستقصاء عن المناطق المناسبة لنصب كمين لهؤلاء الضباط، أعطى محمد بك العيّاش تعليماته لأخيه محمود بنصب كمين في منطقة عين البوجمعة على طريق دير الزور الرقة حيث يخترق الطريق العام في هذا المكان وادياً عميقاً جداً وعليه جسر حجري ضيق، وهو ممر إجباري للذهاب من دير الزور إلى حلب وبالعكس.
وعندما وصلت السيارة العسكرية هجم الثوار عليها وألقوا القبض على الضباط واقتادوهم مع سيارتهم بعد أن غنموا أسلحتهم إلى مكان جنوب مكان الحادثة في البادية يسمى "العكيصية"، وألقوا بهم مع سائقهم في أحد الآبار المهجورة حيث لفظوا أنفاسهم الأخيرة، وكان ذلك في مطلع شهر حزيران عام 1925 ثم انسحبوا إلى شواطئ الفرات حيث الغابات والجزر النهرية.

جن جنون الفرنسيين بفقدان الاتصال بالضباط الأربعة وبدأت حملة كبيرة اشتركت بها الطائرات الفرنسية للبحث عنهم، وعندما عثروا على جثثهم واستدلوا من مخبريهم عن أسماء الثوار، تحركت قوة عسكرية كبيرة اشتركت فيها المدافع والطائرات، وطوقت عشيرة البو سرايا، وقامت طائرات فرنسية بقصف منازل العشيرة قصفاً مدمراً، وتهدمت البيوت على رؤوس الأطفال والنساء واشتعلت النيران في المزروعات والبيادر، وهلكت الماشية فكان قصفاً مرعباً ومدمراً والخسائر البشرية والمادية جسيمة، كل ذلك من أجل الضغط على الأهالي لتسليم الثوار، وقد سقط نتيجة لهذا القصف بعض الشهداء ومنهم،"حنش الموسى العاني"، "علي النجرس"، وامرأة كانت حاملاً، ومن الجرحى العشرات الذين أصيبوا بالرصاص وبشظايا قنابل الطائرات.
وعندما اقتنع الفرنسيون بأن القصف لا يجدي لجأوا إلى وسيلة دنيئة فيها الكثير من الخسة والنذالة حيث هددوا باعتقال نساء الثوار وأمهاتهم وأخواتهم حتى يسلَم الثوار أنفسهم للفرنسيين، وعندما وصل الخبر إلى الثوار وقع عليهم كالصاعقة، إلا أن شرف العربي تهون دونه الأرواح، فخرجوا من مخابئهم وسلموا أنفسهم وهم مرفوعي الرأس فسلمت العذارى والنساء من الغدر المبيت.

## محاكمة الثوار
جرت محاكمة الثوار في مدينة حلب ووكلت أسرة عياش الحاج المحامي فتح الله الصقال للدفاع عنها، واستمعت المحكمة إلى (الكابتن بونو) رئيس الاستخبارات الفرنسية بدير الزور الذي قال: إذا كان كل من الاشقياء، الذين اقترفوا هذا الجرم الفظيع يستحق الموت مرة واحدة فإن محمد العياش زعيم العصابة يستحق الشنق مرتين.
أصدر المفوض السامي الفرنسي في بيروت موريس بول ساراي قراراً برقم 49 اس/ 5 آب 1925 بنفي جميع أفراد أسرة عياش الحاج إلى مدينة جبلة وحكم على محمود العيّاش مع إثنا عشر من رفاقه بالإعدام وتم تنفيذ حكم الإعدام رمياً بالرصاص في 15 ايلول 1925 في مدينة حلب، كما حكم على محمد العيّاش بالسجن لمدة 20 عاماً في جزيرة أرواد في محافظة طرطوس.
وإمعاناً بالتشفي والانتقام أقدمت السلطات الفرنسية على اغتيال المجاهد عياش الحاج
 حيث استغلت تردده على مقهى خارج مدينة جبلة ودبرت من دس له السم في قهوته، ومانعت السلطات الفرنسية من نقل جثمانه إلى ديرالزور، لأسباب تتعلق بالأمن العام، ودفن في جبلة في مقبرة جامع السلطان إبراهيم الأدهم، ليتنفس الفرنسيون الصعداء بعد وفاته، لأن الحوادث التي كانت تقع في منطقة الفرات، كانت تجري برأيه وأمره وهو في منفاه، وأقيمت صلاة الغائب على روح هذا المجاهد الشهيد في كافة البقاع السورية، بقيت عائلة عيّاش الحاج في مدينة جبلة حتى صدور قرار العفو الفرنسي عام 1929 وعادوا بعدها إلى مدينة دير الزور.

## معرض صور

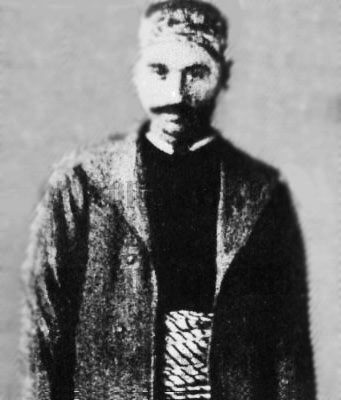
المجاهد حسن الخراط، غوطة دمشق.
الزعيم ابراهيم هنانو، ادلب..
المجاهد عياش الحاج، دير الزور.
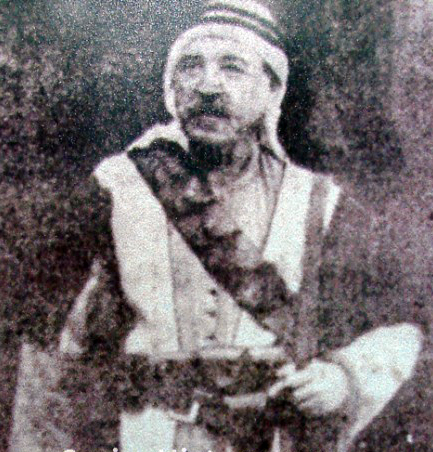
الشيخ صالح العلي، اللاذقية.
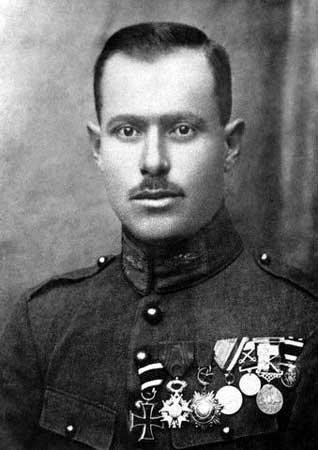
القائد فوزي القاوقجي، حماة.
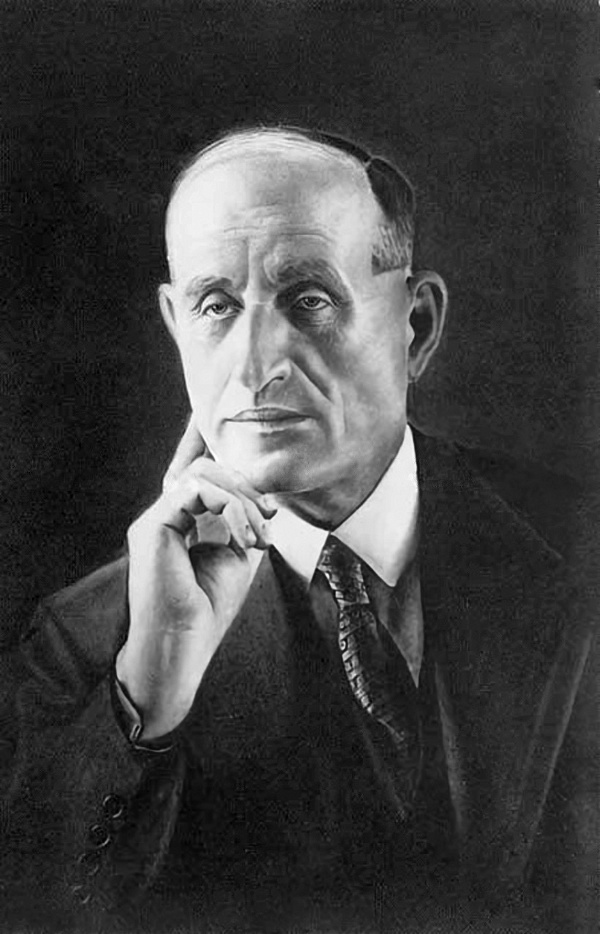
الدكتور عبد الرحمن الشهبندر، دمشق.

## وصلات خارجية
| - مجلة المعرفة. - صحيفة القدس العربي. - السيرة الذهبية - دير الزور. - ديوان الفراتي - الجزء الأول. | - تاريخ دير الزور. - اعدام بالجملة - فتح الله الصقال. - مجلة منارة الفرات. - جريدة الفرات. | - موقع سورية الإلكتروني. - الهيئة العامة للإذاعة والتلفزيون - سورية. - مجلة الأديب. - صحيفة الثورة. | - صحيفة البناء. - شبكة المعلومات السسورية القومية الاجتماعية. - موقع أزمنة. - صحيفة الوطن. |